# Umgangsgenehmigung
Die Umgangsgenehmigung ist eine Genehmigung nach § 7 der deutschen Strahlenschutzverordnung (StrlSchV) zum Umgang mit radioaktiven Stoffen.
Wer in Deutschland mit radioaktiven Stoffen umgehen will – zum Beispiel in der Nuklearmedizin oder beim Betrieb einer kerntechnischen Anlage – bedarf einer Genehmigung. Die Erteilung dieser Genehmigung erfolgt bei der im jeweiligen Bundesland zuständigen Stelle. Die Erteilung ist an das Einhalten umfangreicher Bedingungen geknüpft, die in § 9 StrlSchV aufgelistet sind.
Diese sind im Einzelnen:
- das Fehlen von Bedenken gegen die Zuverlässigkeit des Antragstellers;
- das Fehlen von Bedenken gegen die Zuverlässigkeit der Strahlenschutzbeauftragten und deren Besitz einer Fachkunde im Strahlenschutz;
- eine ausreichende Zahl an Strahlenschutzbeauftragten; diese müssen mit den erforderlichen Befugnissen ausgestattet sein;
- weitere Personen, die am Betriebsort tätig sind, müssen die notwendigen Kenntnisse im Strahlenschutz haben;
- Strahlenschutz-Ausrüstungen und -Maßnahmen müssen dem Stand von Wissenschaft und Technik entsprechen;
- ausreichend geschultes Personal muss vorhanden sein;
- die Erfüllung etwaiger Schadensersatzverpflichtungen muss gesichert sein;
- „der erforderliche Schutz gegen Störmaßnahmen oder sonstige Einwirkungen Dritter [muss] gewährleistet“ sein;
- die Wahrung öffentlicher Interessen, insbesondere im Hinblick auf den Umweltschutz;
- die Art der geplanten Anwendung unter Abwägung von Nutzen und Risiken für das Individuum und die Gesellschaft muss gerechtfertigt erscheinen (§ 4 StrlSchV und § 12 Atomgesetz (AtG)).

Für die Nuklearmedizin gilt als zusätzliche Bedingung, dass „für Behandlungen in erforderlicher Anzahl Medizinphysik-Experten als weitere Strahlenschutzbeauftragte bestellt sein [müssen] oder für nuklearmedizinische Untersuchungen oder Standardbehandlungen gewährleistet sein [muss], dass ein Medizinphysik-Experte, insbesondere zur Optimierung und Qualitätssicherung bei der Anwendung radioaktiver Stoffe, verfügbar ist“.
Dem Antrag auf Erteilung oder Änderung der Umgangsgenehmigung sind geeignete Unterlagen beizufügen, um die Einhaltung der genannten Voraussetzungen zu dokumentieren.